# The Wet Parade
Pour plus de détails, voir Fiche technique et Distribution.
The Wet Parade est un film américain pré-Code en noir et blanc réalisé par Victor Fleming, sorti en 1932.

## Synopsis
En 1916, Chilcote, un homme vivant en Louisiane, fait partie d'un pseudo-cercle d'élite, dont personne ne s'étonne que les hommes soient tous ivres après un dîner élégant. Maggie May s'occupe de son père, lui lace ses chaussures et le récupère lorsqu'il se donne en spectacle en public. Plus tard, il se met à boire et à jouer et perd la plupart de l'argent de la famille. Dans les affres du manque, il finit par se suicider. Après les funérailles, ses amis lui portent un toast mais Maggie brise la carafe de whisky, furieuse, en affirmant espérer vivre assez longtemps pour tous les voir être mis en terre comme son père. 
Le frère de Maggie, l'écrivain Roger Jr, déménage à New York lorsque son roman est accepté ;  son ami de collège, Jerry Tyler, journaliste, lui procure une chambre dans le modeste hôtel où il vit. Tout comme Chilcote, Pow Tarleton a gaspillé les ressources familiales et c'est sa femme, Bertha, et leur fils, Kip, qui gèrent son commerce. Pow fait alors campagne pour la réélection de Woodrow Wilson, tant pour les boissons gratuites que pour la politique. Wilson est réélu et l'Amérique rentre dans la Première Guerre mondiale, faisant que Jerry s'engage dans l'armée. Dans les tranchées, les hommes qui l'entourent se demandent s'ils auront une bière en rentrant chez eux. Lorsque la guerre se termine, ils découvrent avec stupéfaction que le 18e amendement est devenu une loi fédérale, malgré le veto du président Wilson, marquant de fait le début de la prohibition.
De son côté, Maggie May vient à l'hôtel pour rencontrer son frère, et une Pow coquette la conduit à la chambre de Roger, supposant qu'elle est une prostituée. Kip monte à l'étage pour la mettre à la porte et est bouleversé lorsqu'il apprend la vérité. Roger arrive en titubant, avec Jerry après avoir fêter leurs retrouvailles. Lorsque Roger porte un toast, ils découvrent que Pow a remplacé tout l'alcool de Roger par de l'eau douce. Maggie May réalise, quant à elle, qu'elle et Kip ont mené le même combat, et ils se réchauffent l'un l'autre. Roger et elle se rendent chez des parents à Long Island. 
À la veille du début de la prohibition, les gens font des provisions importantes d'alcool et essaient de boire à volonté avant minuit. On assiste à une fête somptueuse organisée par les cousins de la famille Chilcote, dont le bar est approvisionné par un bateau venu des Bermudes. Roger est épris de l'actrice Eileen Pinchon. Kip et Maggie dansent mais Kip s'en va après que les cousins snobs l'aient coiffé d'un chapeau haut-de-forme. Plus tard, Bertha essaie de prendre une bouteille de mauvais alcool à Pow mais elle la brise par maladresse et il la frappe à mort sous prétexte qu'on ne peut plus acheter d'alcool désormais. Maggie sauve et réconforte Kip, totalement dévastée, tandis que Pow est condamné à la prison à vie.
Kip ne renouvelle pas le bail de l'hôtel, laissant certains clients se demander comment déplacer l'alcool stocké dans leurs chambres. Maggie May réconforte Kip. Il est stupéfait lorsqu'elle lui avoue son amour pour lui et ils se marient puis Kip entre au département du Trésor américain. Son patron, le Major, ne croit pas à la prohibition mais la fera respecter mais seulement avec une fraction des ressources nécessaires. Il donne à Kip un partenaire, Abe Schilling, un agent excentrique et expérimenté. Dans un bar clandestin, ils regardent des adolescents se saouler mais leur couverture est découverte et ils sont battus puis mis à la porte. Un escroc prévient Kip que des bootleggers sont en train de former une association.
Maggie annonce à Kip qu'elle est enceinte. Très vite, les gangsters s'organisent dans tout le pays avec des systèmes de corruption et de terreur en plus du soutien financier d'hommes d'affaires. Un soir, Abe annonce une descente de police qui casse tout dans le bar. Roger, un gros investisseur dans le club de sa maîtresse, est secoué alors qu'un groom lui promet du vrai bourbon du Kentucky d'avant-guerre. Après en avoir bu une gorgée, Roger se réveille malade et aveugle alors que Eileen s'est enfui. L'ophtalmologue qui le diagnostique affirme qu'ils ont eu des centaines de cas comme celui-ci depuis la prohibition du fait qu'on fait circuler de mauvais alcool en vente : certains bootleggers n'enlèvent pas le méthyle mis dans l'alcool pour le rendre imbuvable. Il n'y a plus d'espoir. Roger s'installe chez Kip et Maggie et apprend le braille. Kip promet la justice pour Roger. Le Major signe le mandat mais dit que c'est futile, expliquant les échecs de la prohibition. Maggie commence à accoucher et Kip est enlevé à l'hôpital par des gangsters qui veulent faire de sa mort un avertissement aux autorités. Abe le sauve mais se fait tirer dessus et meurt dans les bras de Kip, lui disant de quitter le service parce qu'il ne sert à rien et que prendre soin de sa famille passe avant tout.
À l'hôpital, Kip regarde son petit garçon et lui dit qu'il est né dans une terrible époque, qui prendra fin en grandissant car ils auront compris leurs erreurs.

## Fiche technique
- Titre original : The Wet Parade
- Titre français : Régime sec[1]
- Réalisation : Victor Fleming
- Scénario : John Lee Mahin, d'après le roman The Wet Parade de Upton Sinclair (1931)
- Musique  : William Axt
- Photographie : George Barnes
- Montage : Anne Bauchens
- Producteur : Hunt Stromberg
- Société de production : Metro-Goldwyn-Mayer
- Société de distribution : Loew's Inc.
- Pays de production :  États-Unis
- Langue d'origine : anglais américain
- Format : noir et blanc — pellicule : 35 mm — image : 1,37:1 — son : mono (Western Electric Sound System)
- Genre : drame
- Durée : 118 minutes
- Dates de sortie :
  - États-Unis : 26 mars 1932
  - France : 7 avril 1933

## Distribution
- Walter Huston : Pow Tarleton
- Wallace Ford : Jerry Tyler
- Dorothy Jordan : Maggie May Chilcote
- Robert Young : Kip Tarleton
- Lewis Stone : Roger Chilcote
- Neil Hamilton : Roger Chilcote, Jr.
- Jimmy Durante : Abe Schilling
- Myrna Loy : Eileen Pinchon
- Gertrude Howard : Angelina
- John Larkin : Moses

## Crédit d'auteurs
- (en) Cet article est partiellement ou en totalité issu de l’article de Wikipédia en anglais intitulé « The Wet Parade » (voir la liste des auteurs).